# Thelerpeton
Thelerpeton is een geslacht van uitgestorven procolophonide parareptielen uit afzettingen uit het Midden-Trias (Vroeg-Anisien) van de provincie Vrijstaat, Zuid-Afrika. Het is bekend van het holotype BP/1/4538, een bijna complete schedel. Het werd verzameld door de Zuid-Afrikaanse paleontoloog James W. Kitching uit Hugoskop in het district Rouxville en verwezen naar subzone B van de Cynognathus Assemblage Zone van de Burgersdorp-formatie, Beaufortgroep (Karoobekken). 
In 1977 benoemde Gow een Thelegnathus oppressus. De soortaanduiding betekent 'de platgedrukte', niet omdat het fossiel zelf platgedrukt was maar als verwijzing naar de plettende tanden. In 2003 beschouwden Sean P. Modesto en Ross J. Damiani het geslacht Thelegnathus als een nomen dubium. Ze benoemden daarom een nieuw geslacht Thelerpeton. De geslachtsnaam is een combinatie van het Grieks thèlè, 'tepel', en herpeton, 'kruipend dier'. De combinatio nova is Thelerpeton oppressus.